# Cyclosa vicente
Cyclosa vicente Levi, 1999 è un ragno appartenente alla famiglia Araneidae.

## Etimologia
Il nome della specie deriva dal comune brasiliano São Vicente do Sul, dove sono stati rinvenuti gli esemplari

## Caratteristiche
L'olotipo femminile ha dimensioni: cefalotorace lungo 2,1mm, largo 1,5mm; opistosoma lungo 3,9mm.

## Distribuzione
La specie è stata reperita nel Brasile meridionale, nei pressi del comune di São Vicente do Sul, appartenente allo stato di Rio Grande do Sul.
Altri esemplari sono stati rinvenuti in Argentina e Colombia

## Tassonomia
Al 2013 non sono note sottospecie e dal 1999 non sono stati esaminati nuovi esemplari.